# Műegyetemi AFC
A Műegyetemi AFC (teljes nevén: Műegyetemi Atlétikai és Football Club, röviden: MAFC) egy 1897-ben alapított budapesti sportegyesület, amely tagja volt az első magyar labdarúgó-bajnokságnak.

## Névváltozások
- 1897-1903: Műegyetemi FC
- 1903-1951: Műegyetemi AFC
- 1951-1954: Dísz FSE
- 1954-1955: Budapesti Haladás

1956 óta jelenlegi nevén szerepel.

## Története
A labdarúgójáték 1897-es magyarországi meghonosodásakor BTC technikusok – többek között Gillemot Ferenc és Hajós Alfréd – toborzására fiatal technikusok sereglettek a Műegyetemi Football Csapat-ba. Első mérkőzését 1897. október 30-án a BTC II. csapatával játszotta. A sporttörténelmi jelentőségű mérkőzésen – amelyen először került szembe egymással két magyar csapat – a „műegyetemisták” ' 5–0-s győzelmet arattak.
Ebből a csapatból alakult meg 1898-ban K. Jónás Ödön vezetésével a Műegyetemi Football Club, amely 1901-ben a 4. helyen végzett az első magyar I. osztályú bajnokságban. A klub folyamatosan kapcsolódott be az atlétikába is, majd 1903-ban felvette a Műegyetemi Athlétikai és Football Club nevet. 
A labdarúgás fokozatosan elvesztette népszerűségét, mivel az iskolai szünetben nem álltak rendelkezésre a játékosok, az érdeklődés fokozatosan az úszó- és teniszsport felé orientálódott. 1905-ben a labdarúgócsapat kiesett az I. osztályból.
A növekvő sportélet hatására Zielinski Richárd tanárelnök az új Műegyetem lágymányosi palotájában remek vívó-, birkózó-, ökölvívő- és céllövőtermet építtetett, továbbá számos kiváló edzőt szerződtetett: Bobby Dobbs ökölvívó-világbajnokot, Italo Santelli  olasz vívómestert, avagy Weigand Jánost, a kiváló magyar birkózómestert. A neves szakemberek irányítása alatt MAFC-ökölvívók, birkózók és vívók jutottak az élvonalba, és csatlakoztak az 1910-es években méltán Európa-hírű úszógárdához. Az ötágú piros csillagos sportolókat mindenhol tisztelni kezdték.
Az első világháború a MAFC sportéletét is elnémította, majd a harctérről visszatérő sportolók vörös csillagos jelvényét piros-fekete mezőben elhelyezett arany „M”-betűre cserélték. dr. Hültl Dezső lett Zielinski utóda, aki szerény anyagi lehetőségek mellett nagy nehézségek árán kiharcolta, hogy elődje terve valóra válhasson, és a MAFC Bertalan utcai sporttelepe részben felépülhessen.
A labdarúgó-szakosztály 1919-ben került fel ismét az élvonalba, azonban a bajnokságok végén kiesett. 1924-től a labdarúgó-szakosztály kivonult a Magyar Labdarúgó-szövetségből és az amatőr frakcióhoz csatlakozott. A 2 világháború között jelent meg a kosárlabda szakosztály, melynek képviselői a későbbiekben a férfi első osztályban 7 arany-, 24 ezüst-és 10 bronzérmet nyertek, a Magyar Kupát 5-ször emelhették magasba, így az egyesület legeredményesebb szakosztálya. A második világháborús időszak a világhírű úszószakosztályt teljesen felbomlasztotta. A klub vezetése az atlétika felé fordult, a szakavatott edzők kezei alól egyre másra kerültek ki a kiváló teljesítményt nyújtó sportolók.  A klub a szakosztályainak megfelelően tagja a sportági szövetségeknek (MASz-, MBSz-, MLSz-, MOLTSz-, MOTESz-, MÖSz-, MSSZ-, MUSz-, MVSz-, MKOSz).

## Szakosztályok
- Aikidó
- Asztalitenisz
- Barlangkutatás
- Kézilabda
- Korfball
- Kosárlabda
- Labdarúgás, BLASZ – II. osztály
- Röplabda
- Tájfutás
- Tenisz
- Vitorlázás
- Vízilabda
- Úszás
- Ökölvívás

## Az egyesület híres labdarúgói
* a félkövérrel írt játékosok rendelkeznek felnőtt válogatottsággal.
- Jean-Claude Mbemba
- Bíró Gyula
- Müller Ferenc